# 표기장군
표기장군(驃騎將軍)은 중국 서한(전한) 이후의 관직명이다. 군대를 이끄는 장군의 하나로 표기장군(票騎將軍)이라 표기하기도 한다.
무제(武帝) 원수(元狩) 2년(기원전 121년)에 곽거병(霍去病)이 취임한 것을 시작으로 원수 4년(기원전 119년)에는 대장군과 동등한 녹봉으로 된다.
《속한서》(續漢書) 백관지에 따르면 상설직이 아니라 반란 진압을 위한 정벌군을 일으킬 때 임명하는 임시직이었으며, 조정 대신의 직함으로 사용된 적이 있기도 하였다. 서열로는 대장군에 이어 거기장군(車騎将軍) · 위장군(衛将軍)의 상위에 해당한다.
휘하 속관(属官)으로는 장사(長史)、사마(司馬) 및 종사중랑(従事中郎)이 있었다. 병사를 거느리는 경우 부(部) ・ 곡(曲)이 두어졌다. 부에는 교위(校尉), 군사마(軍司馬)가 설치되었다. 부의 아래에 곡이 있어 군후(軍候)가 설치되었다. 곡의 아래에는 둔(屯)이 있어 둔장(屯長)（秩禄比二百石）이 설치되었다.
삼국 시대(三国時代) 위(魏)에서는 2품관이었다. 촉한(蜀漢) 말기에 호제(胡済)라는 무관을 「우표기장군」(右驃騎将軍)으로 임명하였고, 마초가 표기장군 직을 맡다가 사망하였다. 표기장군과 병치된 관직이 있었는가 하는 것은 확실하지 않다. 오(呉)에서는 초기에 보즐(歩騭)이 임명되었고 그 뒤로 주거(朱拠) ・ 여거(呂拠) ・ 시적(施績) ・ 장포(張布) ・ 주선(朱宣) ・ 손해(孫楷) 등이 임명되었다.
북위(北魏)에서는 1품관이 되었다.
수(隋) 왕조에서는 표기부(驃騎府) ・ 거기부(車騎府)가 부병제(府兵制)의 중핵이 되었기 때문에 표기장군은 표기부의 지휘관으로써 부병을 거느렸다. 대업(大業) 3년(607년)에 표기부 ・ 거기부를 통합해 응양부(鷹揚府)로 삼았고 부의 지휘관은 응양낭장(鷹揚郎将)으로 하였다. 당(唐) 왕조에서 다시 표기부 ・ 거기부가 부활하였는데, 정관(貞観) 연간에 다시금 절충부(折衝府)로 통합되었다. 부의 지휘관은 절충도위(折衝都尉)가 맡았다.
관직명으로써의 표기장군은 소멸하였으나 명(明) 왕조 시대에 이르기까지 무관의 산관(散官) 즉 무산관(武散官)의 명칭으로써 남아 존속하였다. 특히 당 ・ 송(宋) 시대에는 「표기대장군」이 무산관의 필두였다.

## 같이 보기
- 거기장군
- 위장군
- 부병제

## 참고 문헌
- 《속한지》(《후한서》) 백관지1